# Dyrdy
Dyrdy (niem. Dyrden) – część miasta Woźniki, położona w województwie śląskim, w powiecie lublinieckim, posiadająca status sołectwa.
Do 1945 część gminy jednostkowej Zielona. 1 grudnia 1945 w składzie wiejskiej zbiorowej gminy Kalety w powiecie lublinieckim w województwie śląskim. 1 stycznia 1951 w związku z nadaniem gminie Kalety statusu miasta stały się obszarem miejskim miasta Kalety. 5 października 1954, w związku z reformą administracyjną Polski, wyłączone z Kalet, stając się ponownie obszarem wiejskim w składzie nowo utworzonej gromady Miotek. Tam przetrwały w latach 1954–1972. W 1971 roku liczyły 390 mieszkańców. 1 stycznia 1973, w związku z kolejną reformą gminną, całe sołectwo Dyrdy (obejmujące Dyrdy i Sośnicę) włączono do miasta Woźniki.